# 석양에 떠나라
"석양에 떠나라"는 한국에서 제작된 이원세 감독의 1973년 액션 영화이다. 신일룡 등이 주연으로 출연하였고 곽정환 등이 제작에 참여하였다.

## 출연

### 주연
- 신일룡
- 김진규
- 오지명

## 기타
- 원작자: 유현종